# 海南拟髭蟾
海南拟髭蟾（学名：Leptobrachium hainanensis）为锄足蟾科拟髭蟾属的两栖动物，是中国的特有物种。分布于海南等地，常栖息于山间小沟两侧坡地上的草丛中。其生存的海拔范围为270至770米。该物种的模式产地在海南。其种加词“hainanensis”意为“海南的”。

## 保护
本种于2023年被收录入《有重要生态、科学、社会价值的陆生野生动物名录》。